# 新西蘭短吻獅子魚
新西蘭短吻獅子鱼，为輻鰭魚綱鮋形目杜父魚亞目狮子鱼科的其中一種。分布於西南太平洋區的紐西蘭海域，屬深海魚類，棲息在水深800至1000公尺的水域，生活習性不明。